# AA Ponte Preta
Az Associação Atlética Ponte Preta, röviden Ponte Preta, csapatát 1900. augusztus 11-én hozták létre Campinas városában. A brazil klub a Paulista bajnokság és a Série A tagja.